# Switchfoot
I Switchfoot sono un gruppo musicale rock statunitense, formato a San Diego, California, nel 1996.
Secondo il cantante Jon Foreman, switchfoot è un termine usato nel surf per indicare l'affrontare una direzione opposta. Nella musica sarebbe un nuovo modo di affrontare il mondo e la musica stessa.

## Storia
Il gruppo si fondò nel 1996 col nome di Chin Up, di cui facevano parte Jon, Tim e Chad alla batteria. Dopo aver suonato in parecchi spettacoli, nel 1997 il gruppo fu contattato da Charlie Peacock e firmarono un contratto con la re:think Records, una divisione della Sparrow Records. Decisero così di cambiare il loro nome in Switchfoot. Con la re:think, gli Switchfoot pubblicarono i loro primi tre album: The Legend of Chin, New Way to Be Human e Learning to Breathe.
Dei tre primi album, fu Learning to Breathe ad avere il maggiore successo. LA RIAA lo nominò disco d'oro ed in seguito ebbe addirittura un Grammy come miglior album pop-rock.
Nel 2002, gli Switchfoot ebbero un ruolo fondamentale nella colonna sonora del film I passi dell'amore. L'attrice e cantante Mandy Moore, l'attrice principale del film, cantò la canzone dei Switchfoot Only Hope durante una scena.
Nel 2003, gli Switchfoot realizzarono il loro debutto nella Columbia Records: The Beautiful Letdown, che rappresenta un'evoluzione del gruppo. Fu introdotto un nuovo componente: il tastierista Jerome Fontamillas, ex membro di due gruppi industrial, i Mortal e i Folt Zandura. Jerome, però, già faceva tour con gli Switchfoot dal 2000, dopo l'uscita di Learning to Breathe.
The Beautiful Letdown fu nominato doppio platino per aver venduto oltre 2,6 milioni di copie. Ci fu anche un enorme successo radio per i due singoli Meant to Live e Dare You To Move. In particolare quest'ultimo brano è inserito nella colonna sonora del film I passi dell'amore - A Walk to Remember e negli episodi 1.08 e 2.05 del telefilm One Tree Hill. Dopo il successo di questo album uscì il primo DVD live del gruppo Live in San Diego, che fu anch'esso nominato platinum. Altri singoli minori da questo album furono This Is Your Life e Gone. Nel 2005, gli Switchfoot ebbero cinque nominazioni Dove Award e ne vinse quattro, incluso Artista dell'anno.
Nel 2005, con l'uscita dell'album Nothing is Sound, gli Switchfoot annunciarono che il chitarrista Drew Shirley era diventato il quinto membro del gruppo, dato che Drew faceva i tour con loro già dal 2003. Con l'entrata di Drew, gli Switchfoot si adattarono a un suono molto più forte e più dark del precedente. Per la promozione dell'album, gli Switchfoot registrarono un video musicale per il singolo Stars. Il secondo singolo, invece, fu We Are One Tonight, che uscì nel 2006.
Il 26 dicembre 2006 è uscito il quinto album del gruppo, Oh! Gravity. All'uscita fu subito nominato il n. 1 sulla iTunes Album Chart. Per promuovere l'album fu resa pubblica la canzone Dirty Second Hands, ma il primo singolo dell'album fu Oh! Gravity. mentre il secondo fu Awakening.
Il settimo album è uscito il 10 novembre 2009. Il suono è molto più carico e potente dei precedenti lavori, complice anche la nuova produzione affidata a Rob Cavallo. Il singolo promozionale è Mess of Me.
L'ottavo album in studio è uscito il 27 settembre 2011, anticipato il 27 luglio dal singolo Dark Horses. Vice Verses ha debuttato all'ottava posizione della classifica Billboard 200.
Il 10 gennaio 2014 viene pubblicato il nono album in studio del gruppo, Fading West.

## Formazione
- Jon Foreman – voce, chitarra, tastiera (1996–presente)
- Jerome Fontamillas – tastiera, chitarra (2001–presente)
- Drew Shirley – chitarra (2005–2022)
- Tim Foreman – basso (1996–presente)
- Chad Butler – batteria (1996–presente)

## Discografia

### Album in studio
- 1997 –  The Legend of Chin
- 1999 –  New Way to Be Human
- 2000 –  Learning to Breathe
- 2003 –  The Beautiful Letdown
- 2005 –  Nothing Is Sound
- 2006 –  Oh! Gravity.
- 2009 –  Hello Hurricane
- 2011 –  Vice Verses
- 2014 –  Fading West
- 2016 –  Where the Light Shines Through
- 2019 - Native Tongue
- 2021 - Interrobang